# プラグリーの乱
プラグリーの乱（仏：Praguerie）は、1440年にフランス王シャルル7世の中央集権政策に反発した貴族達が起こした反乱である。プラグリーは、ボヘミアで反乱を起こしていたフス派の根拠地プラハに由来する。

## 経過

### 乱に至る理由
百年戦争後期の1435年にアラスの和約を締結してのち、フランスはイングランドへの反撃を開始した。1436年のパリ奪還を始めイル＝ド＝フランスの諸都市を制圧した。しかし一方で、これらの戦いの主力であった貴族の私兵や傭兵隊が村落で街道荒らし（ルティエ）と呼ばれる略奪行為を行っており、住民らは当然これに反発し各地で問題となっていた。シャルル7世の側近アルテュール・ド・リッシュモン大元帥は国王と話し合い、1439年11月2日の三部会にて、貴族の徴兵・徴税を禁止し代わって国王が新たに徴兵・徴税すること、部隊の指揮を執る隊長は国王が指名することを勅令で布告した。税金で養われる直属常備軍の編成と王権の強化は、リッシュモンが先年から抱いていた構想であった。
この勅令により既得権益を侵される貴族たちは猛反発し、王太子ルイ（後のルイ11世）を擁立して反乱を起こした。乱に加担したメンバーにはブルボン公シャルル1世、リッシュモンの甥に当たるアランソン公ジャン2世、ジャン・ド・デュノワ、ジョルジュ・ド・ラ・トレモイユ、ヴァンドーム伯ルイなど、シャルル7世の側近や軍事力の中核を担う有力な大貴族が加わっていた。彼らは単純に先の勅令に反対するだけではなく、王権拡大を意図する王となによりリッシュモン元帥の政策と彼個人に反対する派閥でもあった。一方、略奪被害に苦しむ諸都市は王の勅令を支持していた。

### 反乱
1440年2月17日、ブロワで反乱勢力は蜂起したが、いち早く情報を入手したリッシュモンがアンボワーズにいたシャルル7世へ通報し、直ちに討伐軍が差し向けられた。リッシュモンとその配下アンドレ・ド・ラヴァルの討伐軍は、まずロッシュを占領していたブルボン公を急襲し勝利した。敗れたブルボン公はオーヴェルニュへ逃亡した。続いてポワティエにいたアランソン公の部隊も撃破した。討伐軍に追討される一方の反乱諸侯は出頭を決意した。反乱側と国王側の間で2度和睦の話し合いが行われた末、7月に和睦が成立し、デュノワ、アランソン公、ブルボン公、ラ・トレモイユらに付き添われた王太子はシャルル7世に謝罪した。シャルル7世は反乱貴族を赦免したが、先の勅令の遵守を誓わせた。諸侯の領土も王家に一部割譲され、国王権力は強化された。

### その後
貴族と国王の対立はこれで全て収まった訳ではなく、和睦後の1442年に再び貴族反乱の陰謀が企てられた。シャルル7世の従兄弟でイングランドの捕虜になっていたオルレアン公シャルルが1440年9月に帰国していたが、これが反乱勢力に担がれる形でヌヴェールで謀議が行われたが、またもや国王側に発覚して未遂に終わった。以後オルレアン公はブロワへ移住して詩作に耽り、中央政治から遠ざかった。
1445年の勅令隊設立で、王軍は貴族の私兵を集めた軍から王の直轄の常備軍が新設された。とはいえ貴族の軍事力も依然として必要であり、シャルル7世とブルボン公の間には妥協が成立し、ブルボン公と息子のクレルモン伯ジャン（後のジャン2世）を始めブルボン家の一族や貴族達が勅令隊隊長に就任した。ブルボン家は宮廷に反抗しない一方で軍事力を提供し重く用いられることで、新たな活躍の場を見出していった。軍備増強を推し進めたフランスはイングランドとの戦いに乗り出し、1449年のノルマンディー征服、1450年のフォルミニーの戦いで両国は矛を交えることとなった。